# Krassolzheim

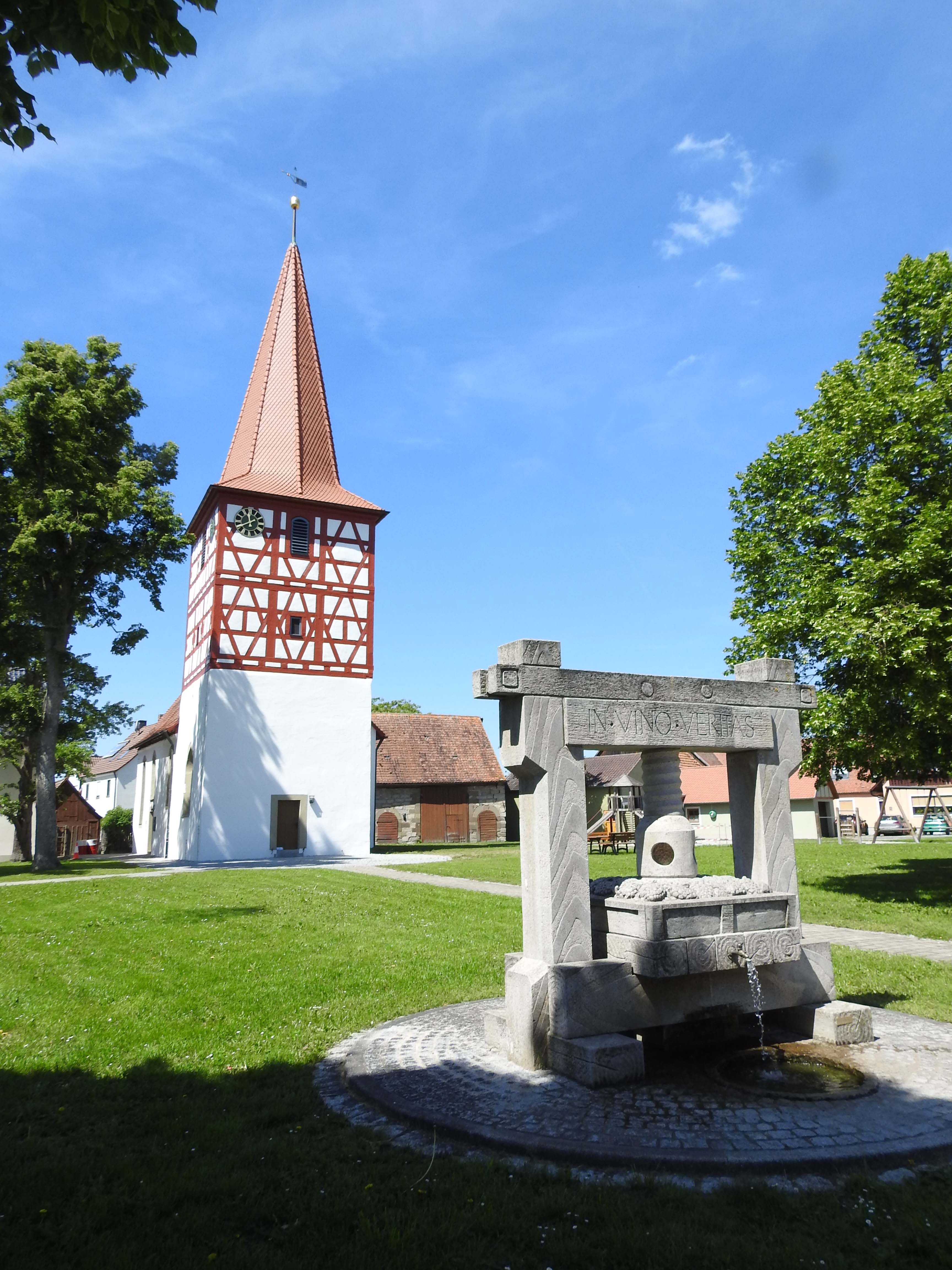
Dorfplatz in Krassolzheim

Krassolzheim (fränkisch: Grasldsa) ist ein Gemeindeteil des Marktes Sugenheim im Landkreis Neustadt an der Aisch-Bad Windsheim (Mittelfranken, Bayern). Die Gemarkung Krassolzheim hat eine Fläche von 9,252 km². Sie ist in 743 Flurstücke aufgeteilt, die eine durchschnittliche Fläche von 12452,41 m² haben.

## Geographische Lage
Das Pfarrdorf liegt auf freier Flur im südlichen Steigerwald im nördlichen Teil des Ehegrunds am Ursprung der Kleinen Ehe, die am Südrand des Ortes aus dem bedeutenderen rechten Biegenbach und dem kurzen linken Riedgraben zusammenfließt und dann zunächst ostwärts am Ortsrand entlang zieht. Im Norden von Krassolzheim erstreckt sich von West nach Ost ein größerer bewaldeter Rücken des Mittelgebirges. Dort wird an den südlichen Hängen des Hüllerbergs und des Birkenranken auf bis über 410 m ü. NHN Höhe in der Lage Krassolzheimer Pfaffenberg Wein angebaut.
Die Kreisstraße NEA 31 führt nach Kottenheim (1,4 km südlich) bzw. nach Ingolstadt (1,8 km östlich). Die Kreisstraße NEA 32/KT 2 führt nach Nenzenheim zur Staatsstraße 2418 (6 km nordwestlich).

## Geschichte
Der Ort wurde 816 in der Stiftungsurkunde des Benediktinerklosters Meingozhausen als „Graszulzun“ erstmals urkundlich erwähnt. Das Grundwort des Ortsnamens ist ‚sulze‘ (ahd. für Salzwasser, verraster Sumpfboden), das Bestimmungswort ‚gras‘ (Ahd. für Gras) und bedeutet demnach ‚Zum Heim am grasigen Sumpf‘.
Mitten im Dorf liegt das Gelände des ehemaligen Wasserschlosses. Der Turm der Nicolaikirche liegt zwar in diesem Bereich, gehört aber nicht zum ehemaligen Schloss. Im Mittelalter saßen auf dem Schloss meist die Herren von Seinsheim bzw. die Seckendorff. Teilweise war der Ort Lehen des Klosters Michelsberg in Bamberg.
Im Jahre 1806 kam Krassolzheim zum Königreich Bayern. Im Rahmen des Gemeindeedikts (frühes 19. Jahrhundert) wurde Krassolzheim dem Steuerdistrikt Nordheim zugeordnet. Mit dem Zweiten Gemeindeedikt (1818) entstand die Ruralgemeinde Krassolzheim. Sie war in Verwaltung und Gerichtsbarkeit dem Herrschaftsgericht Hohenlandsberg zugeordnet und in der Finanzverwaltung dem Rentamt Scheinfeld, nach dessen Auflösung im Jahr 1818 dem Rentamt Iphofen. 1850 kam Krassolzheim an das Landgericht Markt Bibart. Für die Verwaltung war ab 1862 das Bezirksamt Scheinfeld zuständig (1939 in Landkreis Scheinfeld umbenannt) und für die Finanzverwaltung ab 1879 das Rentamt Markt Bibart (1919–1929: Finanzamt Markt Bibart, von 1929 bis 1972: Finanzamt Neustadt an der Aisch, seit 1972: Finanzamt Uffenheim). Die Gerichtsbarkeit blieb bis 1879 beim Landgericht Markt Bibart, von 1880 bis 1973 war das Amtsgericht Scheinfeld zuständig, seitdem ist es das Amtsgericht Neustadt an der Aisch. 1964 hatte die Gemeinde eine Gebietsfläche von 9,255 km². Am 1. Januar 1972 wurde Krassolzheim im Zuge der Gebietsreform in Bayern nach Sugenheim eingemeindet.

### Baudenkmäler
In Krassolzheim gibt es sechs Baudenkmäler:
- Haus Nr. 4: Torpfeiler
- Haus Nr. 14: Ehemaliger Gasthof
- Haus Nr. 39: Ehemaliges Pfarrhaus
- Haus Nr. 52: St. Nikolaus, evangelisch-lutherische Kirche
- Torhalle des Friedhofs
- Neun Grenzsteine

ehemalige Baudenkmäler
- Haus Nr. 34: Ehemals mit dem Schloss in Krassolzheim verbundener Meiereihof. 1480 genannt, 1529 Hans von Seckendorff gehörig. Nach mehrfachem Besitzwechsel gelangt 1751 der „Kargerhof“ in Besitz von Johann Meyer, fürstlich Schwarzenbergische Schultheiß zu Krassolzheim. Das jetzige Gebäude modern. Im Innern Backtrog aus einem Halben gehölten Eichenstamm mit mehrfach profilierter Wand und glattem übergreifendem Deckel, im Friesteil bezeichnet „IOHANES MEIER · ANNO 17 12“. Steht auf dreibeinigen Böcken.[17]
- Haus Nr. 36: Gasthaus zur Linde. Am Eckpfosten bezeichnet „Johann Steinmetz 1819“. Erdgeschossiges Fachwerkhaus Krüppelmansarddach auf profiliertem Traufgesims. Kellersockel. Einfaches Gitterfachwerk mit wandhohen Streben; Giebelseite dreiachsig.[17]
- Haus Nr. 48: Erdgeschossiges Wohnstallhaus, 18. Jahrhundert, ursprünglich Fachwerk, im 19. Jahrhundert mit Quadermauern unterfangen. Satteldach. Zweigeschossiger Giebel mit Schmuckfachwerk: Zweidrittelstreben, Feuerböcke, Andreaskreuze.[17]

### Bodendenkmäler
In der Gemarkung Krassolzheim gibt es acht Bodendenkmäler.

### Einwohnerentwicklung
| Jahr      | 1818   | 1840   | 1852   | 1855   | 1861   | 1867   | 1871   | 1875   | 1880   | 1885   | 1890   | 1895   | 1900   | 1905   | 1910   | 1919   | 1925   | 1933   | 1939   | 1946   | 1950   | 1952   | 1961   | 1970   | 1987   | 2014  |
| Einwohner | 245    | 275    | 282    | 262    | 252    | 266    | 254    | 233    | 245    | 261    | 251    | 233    | 202    | 187    | 170    | 203    | 213    | 210    | 195    | 280    | 239    | 233    | 208    | 187    | 174    | 172   |
| Häuser    | 53     | 51     |        |        |        |        | 51     |        |        | 54     | 54     |        | 54     |        |        |        | 49     |        |        |        | 59     |        | 40     |        | 43     |       |
| Quelle    | [ 11 ] | [ 19 ] | [ 20 ] | [ 20 ] | [ 21 ] | [ 22 ] | [ 23 ] | [ 24 ] | [ 25 ] | [ 26 ] | [ 27 ] | [ 20 ] | [ 28 ] | [ 20 ] | [ 29 ] | [ 20 ] | [ 30 ] | [ 20 ] | [ 20 ] | [ 20 ] | [ 31 ] | [ 20 ] | [ 13 ] | [ 32 ] | [ 33 ] | [ 2 ] |

## Religion
Krassolzheim ist Sitz der Pfarrei St. Nikolaus, die seit der Reformation evangelisch-lutherisch ist.

## Weinbau
In Krassolzheim wird Weinbau betrieben. Der Lagename ist Krassolzheimer Pfaffenberg. Die Rebfläche umfasst 9,23 ha, die von 22 Winzern bewirtschaftet werden.
|           | Rebsorte         | Ertrag  |
| --------- | ---------------- | ------- |
| Weißweine | Bacchus          | 2,6 ha  |
| Weißweine | Müller-Thurgau   | 2,36 ha |
| Weißweine | Grüner Silvaner  | 1,47 ha |
| Weißweine | Kerner           | 0,43 ha |
| Weißweine | Grauer Burgunder | 0,1 ha  |
| Weißweine | Weißer Burgunder | 0,1 ha  |
| Weißweine | Johanniter       | 0,3 ha  |
| Rotweine  | Dornfelder       | 0,3 ha  |
| Rotweine  | Blauer Zweigelt  | 0,3 ha  |
| Rotweine  | Domina           | 0,2 ha  |
| Rotweine  | Regent           | 0,1 ha  |
| Rotweine  | Schwarzriesling  | 0,1 ha  |

Erstmals wurde der Weinbau in Krassolzheim im Jahre 1338 urkundlich erwähnt. Der Ritter Erkinger von Seinsheim zu (Hohen-)Kottenheim stiftete für die Ewigmesse zu Nordheim zwei Morgen „Weinwachs“ zu Krassolzheim.